# Hubert Burda
Hubert Burda, född 9 februari 1940 i Heidelberg, är en tysk konsthistoriker och förläggare. Hubert Burda är ägare till Hubert Burda Media, som bland annat utger Focus. Han räknas som en nytänkare inom media och propagerade tidigt för ett framgångsrikt användande av internet. Han är även känd som mecenat och instiftare av ett flertal årliga litteratur-, konst- och mediapriser, exempelvis Petrarca-Preis som utdelades åren 1975–2014.